# Anatoli Kouznetsov (acteur)
Cet article concerne l'acteur. Pour l'écrivain, voir Anatoli Kouznetsov.
Pour les articles homonymes, voir Kouznetsov.
Anatoli Borissovitch Kouznetsov (en russe : Анатолий Борисович Кузнецов), né le 31 décembre 1930 à Moscou et mort le 7 mars 2014, est un acteur soviétique et russe dont le rôle le plus connu est celui du soldat Fiodor Soukhov dans Le Soleil blanc du désert (1970).

## Biographie
Anatoli Kouznetsov est le fils du chanteur Boris Kouznetsov. Il étudie la musique à la section vocale de l'École Ippolitov-Ivanov de Moscou, puis se tourne en 1951 vers le théâtre, en intégrant l'École du théâtre d'art de Moscou qu'il termine dans la classe d'Alexandre Karev en 1955. Sa carrière cinématographique commence lorsqu'il est encore étudiant, en 1954, avec le film Sentiers dangereux. Il est engagé en 1958 comme acteur au Théâtre-studio d'acteur de cinéma. Il enchaîne également les rôles au cinéma. La renommée nationale lui vient avec le personnage du soldat Fiodor Soukhov dans Le Soleil blanc du désert de Vladimir Motyl en 1970, considéré depuis comme un film culte.
Il reçoit la distinction d'artiste du Peuple de la République socialiste fédérative soviétique de Russie en 1979. Il est également décoré de l'Ordre de l'Honneur, l'Ordre de l'Amitié et l'Ordre du Mérite pour la Patrie.
En 1998, sa performance dans Le Soleil blanc du désert sera récompensée par le prix d'État de la fédération de Russie.
Kouznetsov est marié avec Alexandra Liapidevskaïa, fille du général Anatoli Liapidevski, pilote dans les régions polaires et premier Héros de l'Union soviétique. Son frère Mikhaïl Kouznetsov est également acteur.
L'artiste est inhumé au Cimetière de Novodevitchi.

## Filmographie partielle

### Cinéma
- 1950 : Les Sentiers dangereux (Опасные тропы, Opasniye tropi) de Vassili Jeloudev
- 1956 : Derrière la vitrine du super marché (За витриной универмага) de Samson Samsonov : lieutenant de police
- 1959 : La Fortune (Фуртуна) de Youri Ozerov et Kristaq Dhamo
- 1961 : Mon ami Kolka (Друг мой, Колька!, Drug moy, Kolka) d'Alexei Saltykov et Alexandre Mitta
- 1967 :  Un Royaume de femmes (Бабье царство, Babié tsarstvo) d'Alexei Saltykov
- 1968 : Le Printemps sur l'Oder (Весна на Одере) de Lev Saakov : major Sergueï Loubentsov
- 1970 : Le Soleil blanc du désert (Белое солнце пустыни, Beloïe solntsé poustyni) de Vladimir Motyl
- 1971 : Libération (Освобождение, Osvobojdenié) de Youri Ozerov
- 1972 : La Neige chaude (Горячий снег, Goriatchi sneg) de Gavriil Eguiazarov
- 1977 : Zone de vigilance particulière
- 1992 : Les Tractoristes-2 (Трактористы 2, Tractoristy-2) de Igor Aleïnikov et Gleb Aleïnikov
- 2005 : Le Gambit turc (Турецкий гамбит, Touretski gambit) de Djanik Faïziev
- 2012 : Mosgaz (Мосгаз) d'Andreï Maloukov

### Télévision
- 1995 : Au coin, aux Patriarches (ru) (На углу, у Патриарших), téléfilm de Vadim Derbeniov : podpolkovnik Vitali Beliakov

## Doublage
- 1979 : L'Escarboucle bleue (Голубой карбункул) de Nikolaï Loukianov : Sherlock Holmes (rôle Algimantas Masiulis)